# St. Jakobus der Ältere (Wintersdorf)

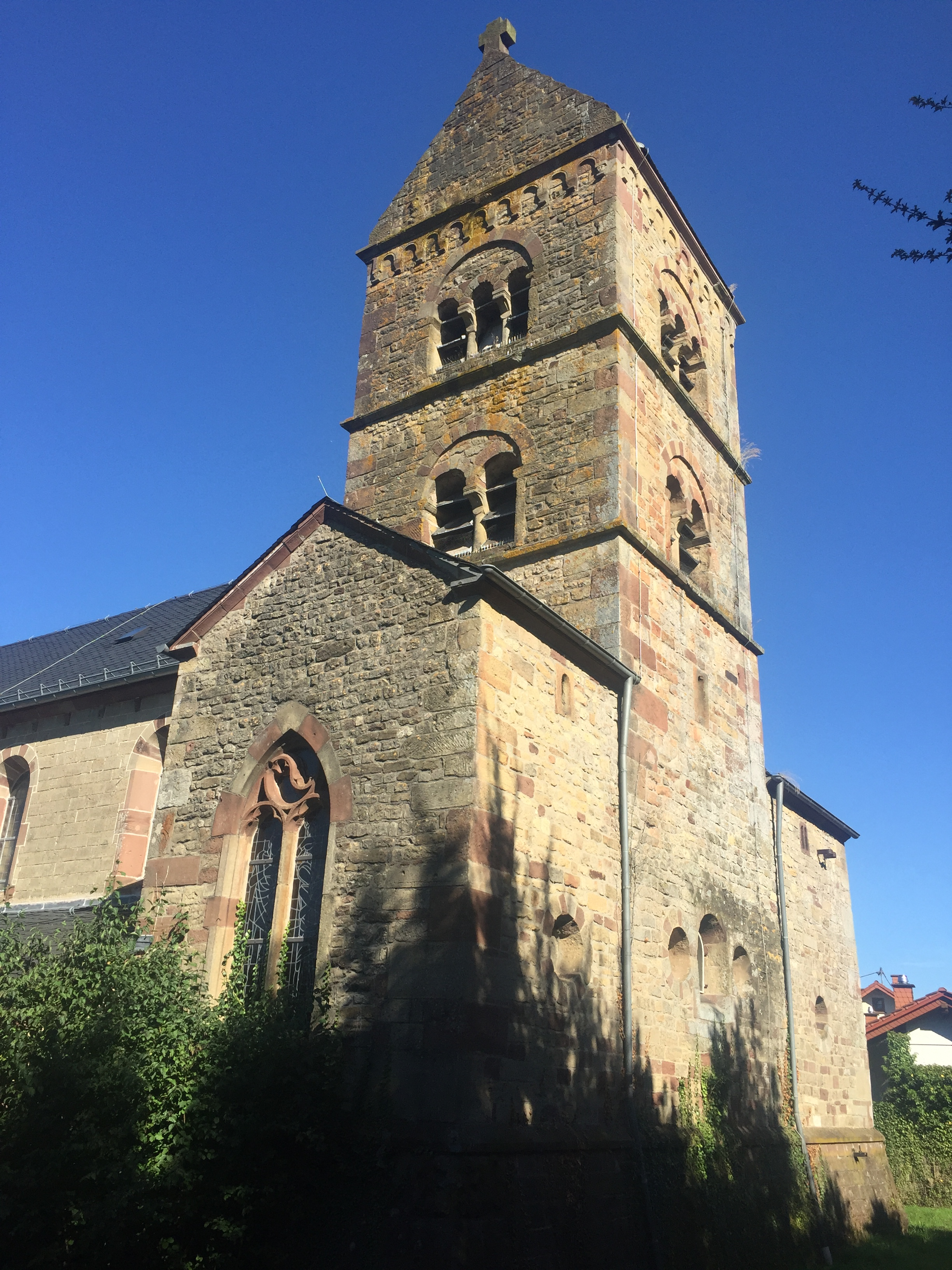
St. Jakobus der Ältere in Wintersdorf

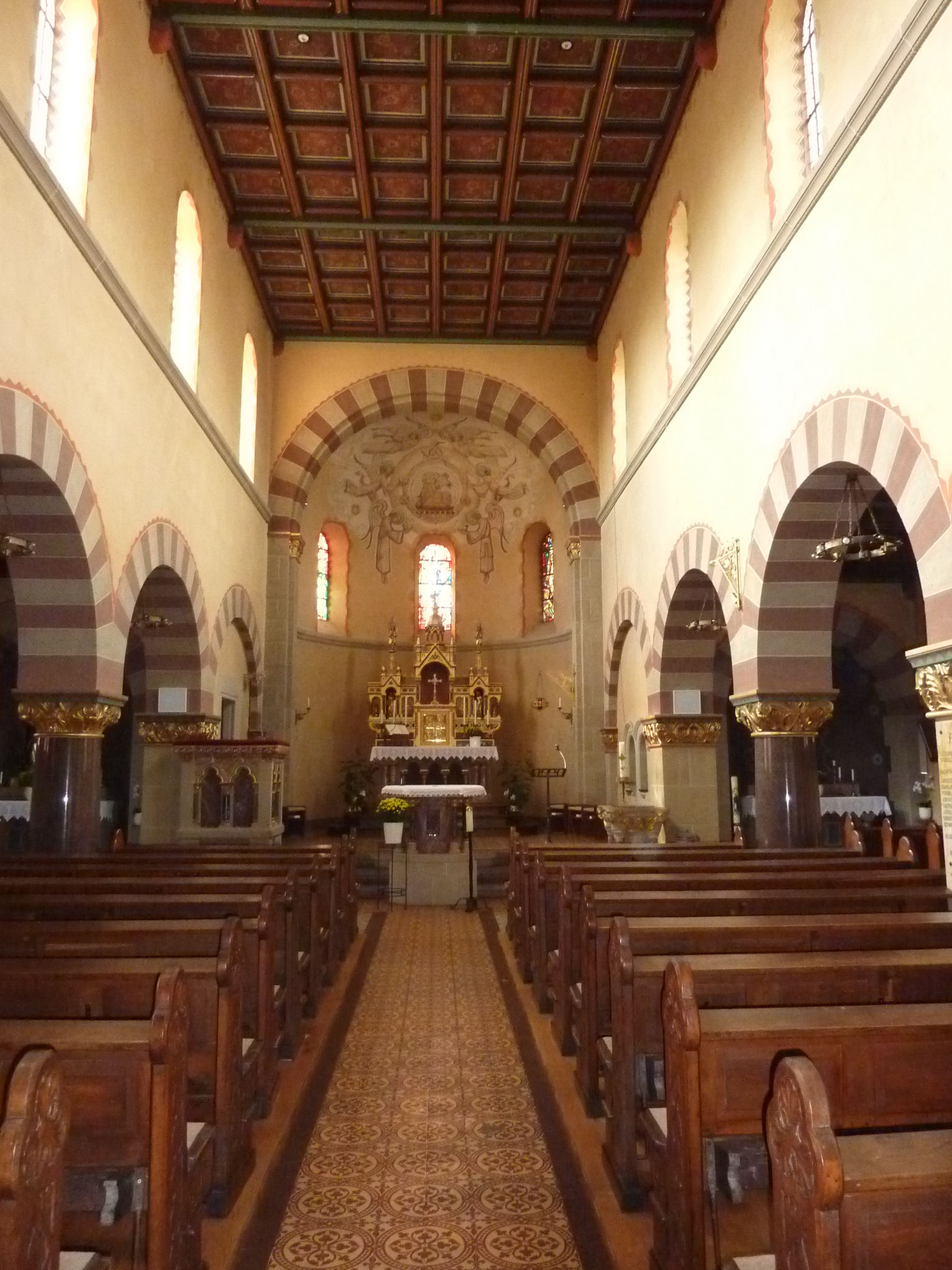
Innenansicht

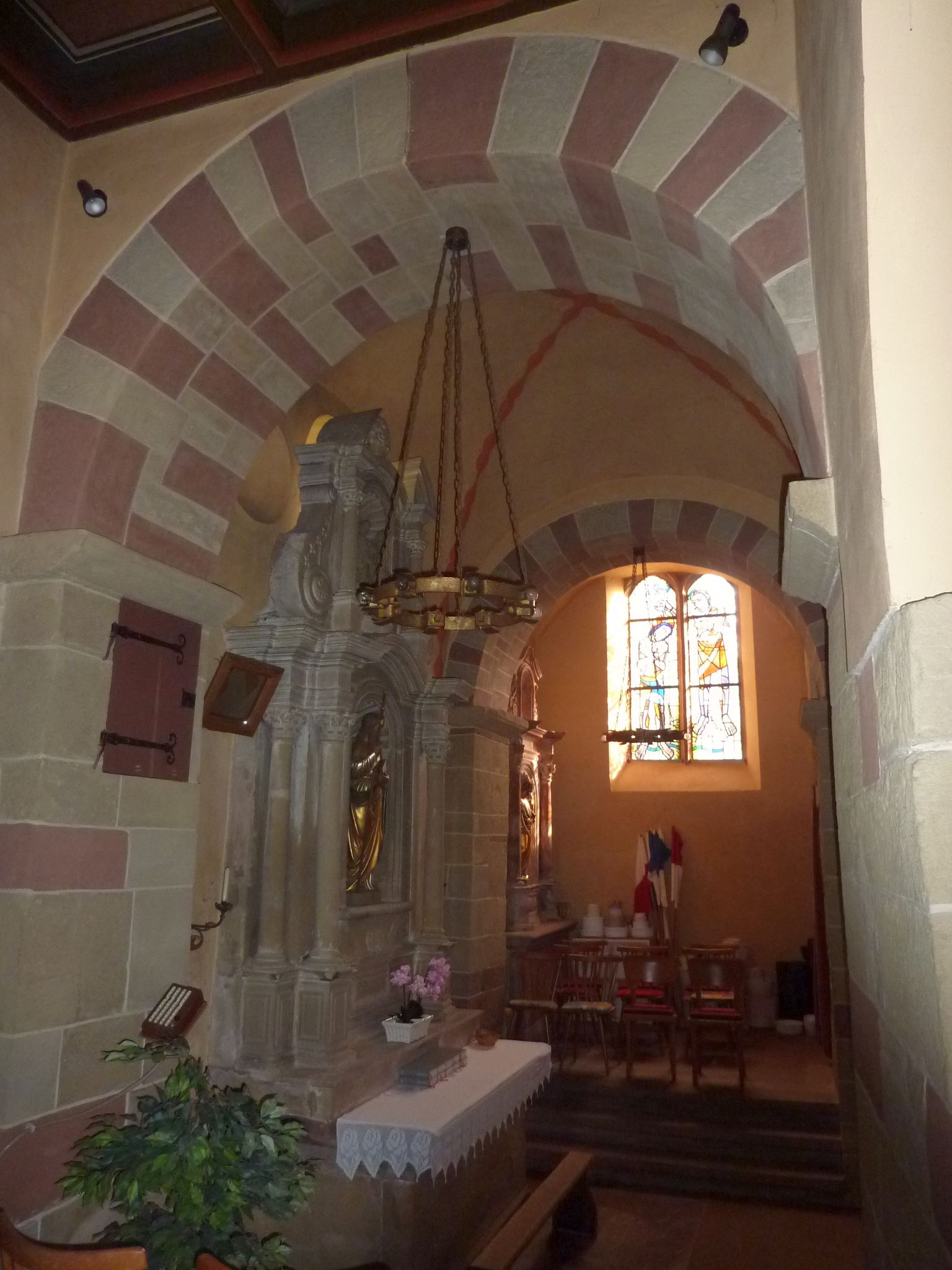
Blick durch den romanischen Ostchor

St. Jakobus der Ältere ist die römisch-katholische Pfarrkirche des Ortsteils Wintersdorf der Ortsgemeinde Ralingen im Landkreis Trier-Saarburg in Rheinland-Pfalz.
Das Bauwerk ist als Baudenkmal in die Liste der Kulturdenkmäler in Ralingen eingetragen und dem heiligen Jakobus der Ältere geweiht.

## Geschichte
Um 1100 wurde eine dreischiffige romanische Kirche in Wintersdorf errichtet. Davon erhalten sind der Glockenturm und zwei angebaute Nebenchöre. Im Untergeschoss des Glockenturms (ursprünglich ein Chorturm) befand sich der Hauptchor. Im 17. Jahrhundert wurde ein neues Langhaus errichtet, jedoch ohne Seitenschiffe. Ende des 19. Jahrhunderts wurde diese Saalkirche baufällig und man beschloss, eine neue Pfarrkirche zu errichten.
Im Jahr 1901 wurde das alte Langhaus abgerissen und zwischen 1901 und 1902 ein neues Kirchenschiff im Baustil der Neuromanik nach Plänen der Architekten Reinhold Wirtz und Wilhelm Schmitz errichtet. Dabei passte man sich an den Baustil des romanischen Kirchturmes an.

## Baubeschreibung
St. Jakobus der Ältere ist eine dreischiffige und fünfjochige flachgedeckte Basilika im Baustil der Neuromanik. Im Osten ist dem Kirchenschiff ein dreigeschossiger, romanischer Glockenturm mit zwei Seitenkapellen vorgebaut. Im Westen schließt das Mittelschiff mit einer halbkreisförmigen Apsis.

## Ausstattung
Der neoromanische Hochaltar trägt Darstellungen der vier Evangelisten, Jakobus der Ältere und des heiligen Antonius Abbas. Die beiden Seitenaltäre sind neoromanisch, die Fenster stammen aus den 1950er Jahren. Der alte barocke Hochaltar steht im ehemaligen Chor im Glockenturm.

## Pfarrer
Folgende Priester wirkten bislang als Pfarrer in der Pfarre St. Jakobus:
| von – bis | Name                 |
| --------- | -------------------- |
| 1794–1813 | Johann Heinrich Haas |
| 1814–1818 | Johannes Horper      |
| 1818–1842 | Adam Neises          |
| 1843–1846 | Nikolaus Graacher    |
| 1847–1858 | Johann Josef Lichter |
| 1859–1899 | Johann Lehnen        |
| 1899–1900 | Stefan Josef Thielen |
| 1900–1906 | Johannes Maria Haw   |
| 1906–1908 | Peter Kellner        |
| 1906–1926 | Joseph Faßbinder     |

| von – bis | Name               |
| --------- | ------------------ |
| 1926–1936 | Matthias Flesch    |
| 1937–1957 | Jakob Didas        |
| 1957–1970 | Franz Hoster       |
| 1970–1997 | Josef Maas         |
| 1997–2004 | Stephan Gerber     |
| 2004–2005 | Berthold Fuchs     |
| 2005–2011 | Wilhelm Reichardt  |
| 2011–2013 | Hermann Zangerle   |
| 2013–2015 | Markus Nicolay     |
| Seit 2015 | Franz-Josef Leinen |